# Молло Бессала
Гай Мерлін Молло Бессала (фр. Guy Merlin Mollo Bessala; 10 жовтня 2003, Яунде) — камерунський футболіст, нападник клубу ЛНЗ.

## Кар'єра
Вихованець камерунської Спортивної академії Каджі. У березні 2023 року футболіст перейшов до естонського клубу «ФКІ Левадія», з яким підписав дворічний контракт. Дебютував за клуб 5 березня 2023 року у матчі проти клубу «Вапрус», вийшовши на поле у стартовому складі. У наступному матчі 15 березня 2023 року проти клубу «Таммеки» футболіст відзначився дебютним забитим голом. 15 квітня 2023 року у матчі проти клубу «Хар'ю» камерунець відзначився першим дублем. Черговим забитим голом за клуб футболіст відзначився 1 липня 2023 року в матчі проти клубу «Нарва-Транс». 13 липня 2023 року дебютував у єврокубках у кваліфікаційному матчі Ліги конференцій УЄФА проти словацької «Жиліни». У матчі-відповіді 20 липня 2023 року футболіст відзначився результативною передачею, проте словацька команда за сумою двох матчів виявилася сильнішою і пройшла в наступний кваліфікаційний раунд. Протягом сезону футболіст був одним із ключових гравців клубу, разом з яким став срібним призером чемпіонату, відзначившись 13 забитими голами та 2 результативними передачами у всіх турнірах.
У січні 2024 року футболіст перейшов в український клуб ЛНЗ, сума трансферу якого склала близько 300 тисяч євро, ставши першим в історії клубу легіонером.